# 피니와 퍼브 무비: 캔디스, 우주에 맞서다
피니와 퍼브 무비: 캔디스, 우주에 맞서다 (Phineas and Ferb the Movie: Candace Against the Universe)는 디즈니 채널의 애니메이션 피니와 퍼브를 원작으로 한 영화. OTT서비스 디즈니+는 2020년 8월 28일에 최초로 공개되었다.

## 줄거리
피니와 퍼브는 외계인에게 납치되어 성가신 동생이없는 먼 행성에서 유토피아를 발견한 언니 캔디스를 구하기 위해 은하계를 여행합니다.

## 목소리 출연
- 빈센트 마텔라 - 피니 플린
- 데이비드 에리고 주니어 - 퍼브 플레처
- 애슐리 티스데일 - 캔디스 플린
- 디 브래들리 베이커 - 오리너구리 페리/첩보원 P
- 댄 포븐마이어 - 하인츠 두펀스머츠
- 제프 "스왐피" 마쉬 - 모노그램
- 앨리슨 스토너 - 이사벨라
- 마울리크 판촐리 - 발지트
- 바비 게일러 -  뷰포드 밴 스톰